# Цецилия Паулина
Цецилия Паулина (на латински: Caecilia Paulina; † 235/ 236 г.) е императорка, Августа на Римската империя, съпруга на император Максимин Трак или Максимин I Тракиеца (на латински: Maximinus Thrax; 235 – 238). Нейното пълно име е Дива Цецилия Паулина Пия Августа (на латински: Diva Caecilia Paulina Pia Aug[usta]).

## Биография
Паулина произхожда най-вероятно от нобилитета (nobilitas), което е може би индикация, че Максимин Трак не е прост селянин, както го описват неприятелите му. Това се предполага и от латинските имена на Тракиийския император (Gaius Iulius Verus Maximinus).
Паулина и Максимин имат син Гай Юлий Вер Максим (* 216 г.; † април 238, Аквилея), който е император с името Максим през 236 г., наречен още Максимин Млади.
Цецилия Паулина умира скоро преди или след провъзгласяне на Максимин от войниците му в Майнц за император. Той изсича в нейна чест монети.